# جو بوتشر
جو بوتشر (بالإنجليزية: Joe Butcher)‏ (13 فبراير 1875 في المملكة المتحدة - 1945) هو لاعب كرة قدم بريطاني (وحمل سابقاً جنسية المملكة المتحدة لبريطانيا العظمى وأيرلندا) في مركز الهجوم. لعب مع وست بروميتش ألبيون ووولفرهامبتون واندررز.